# Simeon Shterev
Simeon Shterev est un lutteur bulgare spécialiste de la lutte libre né le 8 février 1959.

## Biographie
Lors des Jeux olympiques d'été de 1988, il remporte la médaille de bronze en combattant dans la catégorie des -62 kg.